# Pertusaria consocians
Pertusaria consocians är en lavart som beskrevs av Dibben. Pertusaria consocians ingår i släktet Pertusaria och familjen Pertusariaceae.   Inga underarter finns listade i Catalogue of Life.